# Fødekæde
I et økosystem er en fødekæde (d)en rækkefølge, som organismer æder hinanden i. Et eksempel kan f.eks være en myg, der bliver ædt af en musvit, som selv bliver ædt af en kat. Hvis et led forsvinder, vil hele systemet bryde sammen. Hvis myggen i det lidt forsimplede eksempel forsvinder, vil musvitten dø af sult. Hvis musvitten forsvinder, vil katten dø af sult.
I begge de to eksempler kan det dog kun gå så galt, hvis dyrene kun har ét fødeemne. Naturens fødekæder er dog meget mere komplicerede, sådan at der er mange flere led og løkker. F.eks. kunne musvitten også blive ædt af en duehøg, og musvitten kunne have overlevet ved at æde fluer i stedet for myg. Myggen kunne blive ædt af en solsort eller en svale, og katten kunne lige så godt have ædt kattemad eller mus. Derfor er det mere dækkende at tale om fødenet.
I Grønland er der siden årtusindskiftet konstateret et stort fald i bestanden af lemminger, hvilket har haft katastrofale følger for en række rovdyr.